# Forcipomyia ministra
Forcipomyia ministra är en tvåvingeart som beskrevs av Debenham 1983. Forcipomyia ministra ingår i släktet Forcipomyia och familjen svidknott.
Artens utbredningsområde är Northern Territory, Australien. Inga underarter finns listade i Catalogue of Life.